# مسقا عبيد (الصومعة)

تعديل مصدري - تعديل

مسقا عبيد هي إحدى قرى عزلة الصومعة بمديرية الصومعة التابعة لمحافظة البيضاء، بلغ تعداد سكانها 83 نسمة حسب تعداد اليمن لعام 2004.